# Svarttjärnen (Husby socken, Dalarna, 671821-151787)
Svarttjärnen är en sjö i Hedemora kommun i Dalarna och ingår i Gavleåns huvudavrinningsområde. Sjön har en area på 0,0678 kvadratkilometer och ligger 184,1 meter över havet.

## Delavrinningsområde
Svarttjärnen ingår i det delavrinningsområde (671793-151727) som SMHI kallar för Inloppet i Häglingen. Medelhöjden är 207 meter över havet och ytan är 3,1 kvadratkilometer. Räknas de 7 avrinningsområdena uppströms in blir den ackumulerade arean 25,63 kvadratkilometer. Ängesån som avvattnar avrinningsområdet har biflödesordning 3, vilket innebär att vattnet flödar genom totalt 3 vattendrag innan det når havet efter 94 kilometer. Avrinningsområdet består mestadels av skog (89 procent). Avrinningsområdet har 0,14 kvadratkilometer vattenytor vilket ger det en sjöprocent på 4,5 procent.